# Церковь Святой Анны (Задворяне)
Церковь Святой Анны — православный храм в деревне Задворяне Свислочского района Гродненской области Белоруссии. Располагается на южной окраине деревни. Некоторые источники в качестве местоположения церкви указывают бывшее имение Хорошевичи.

## История
Однозначного мнения о дате постройки церкви нет. Считается, что церковь была возведена в 1790 году. По другим сведениям, храм построил помещик Хорошевичей
Иаким Николаевич Булгарин на собственные средства в 1770-х годах. Белорусский историк архитектуры и искусствовед А. М. Кулагин в своей монографии «Праваслаўныя храмы Беларусі» относит возведение церкви до 1-й половины XIX века. Возможно, что первоначально в XVIII веке церковь построили из дерева, а в XIX веке она была перестроена с использованием кирпича.
За время существования храм претерпел три пожара, последний из которых, самый разрушительный, был в 1972 году. Совершившие поджог, не знали, что их ужасный поступок откроет людям некоторые тайны истории храма. Кирпичная кладка постепенно осыпалась, обвалился подвальный вход в ризничной части храма. В результате был обнаружен обваленный из-за древнего происхождения подземный тоннель, который вел примерно до деревни Лысково, находящейся от Хорошевичей (ныне д. Задворяне) на расстоянии около 10 км.
В июне 1975 года в выбитом стенном проеме обнаружили деревянный гроб небольшого размера с надписью: «Анна, родилась в 1700 году, умерла в 1725 году 5 мая» . В нём оказали останки девушки. В дальнейшем захоронение так и осталось в этом месте.

## Архитектура
Памятник архитектуры позднего классицизма.

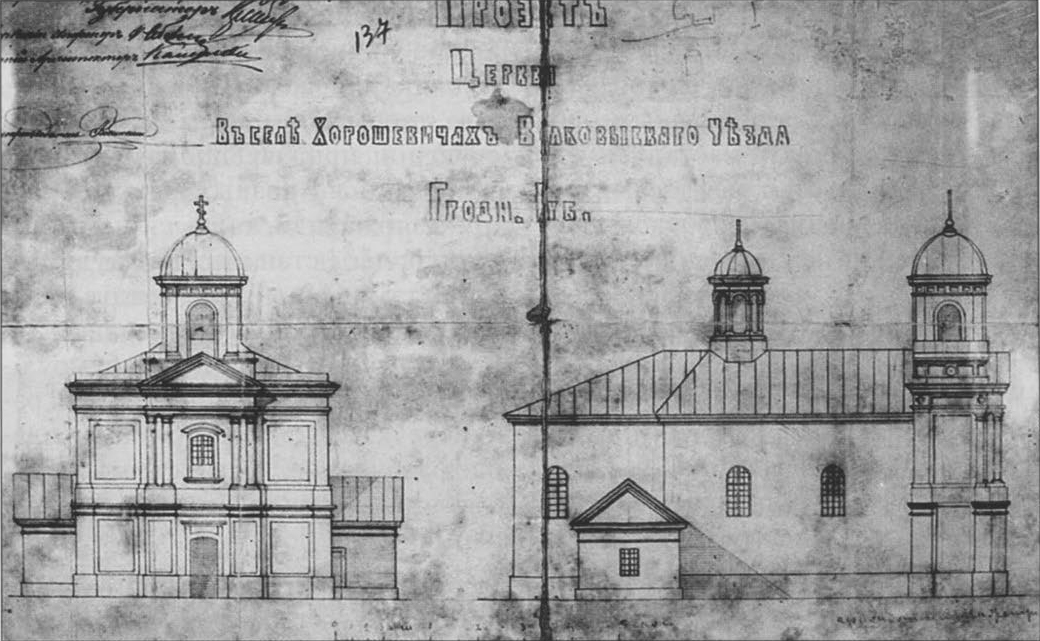
Проект перестройки церкви

Как записал в 1880 году настоятель храма Петр Преображенский: 
«Здание церкви каменное с черепичною крышею. Внутренняя площадь храма равна 54 кв. саженям, без сводов и оштукатурена. Потолок деревянный и оштукатурен; печей нет; солея возвышена на 1/5 аршина; восточных клиросов нет. Престол один, до 1856 года в честь Святой Троицы, а с 1856-го — в честь Покрова Пресвятой Богородицы; алтарь без разделений вместимостью 22 кв. саженя. Иконостас деревянный прямой, плотнической работы, без резьбы и в один ярус. Царские двери деревянные, в верхней половине решетчатые и без особенных изображений.»
В этом же году губернский архитектор П. И. Золотарёв представил проект перестройки церкви и спроектировал иконостас для нее.
Под алтарной частью храма есть склеп. Колокольня, состоящая из четырех мурованных столбов из булыжного камня, с деревянной на них и совершенно ветхой крышей, построена на собственные средства священником Кириллом Ширинским. Колоколов три: один весит 4 пуда 35 фунтов, другой — два пуда, а третий — пуд. Большой колокол разбит.